# Gouvernement Muhyiddin
Malaisie
Mahathir VII Yakoob
Le gouvernement Muhyiddin (en malais : Kabinet Muhyiddin Yassin) est le gouvernement de la Malaisie depuis le 1er mars 2020, sous la 14e législature du Parlement de Malaisie.
Il est dirigé par le conservateur Muhyiddin Yassin, à la suite de la crise politique de 2020 (en). Il succède au gouvernement de Mahathir Mohamad, démissionnaire à la suite de conflits au sein de la coalition gouvernementale sortante,.

## Composition
| Poste                                                                                           | Nom                             | Parti | Parti          |
| ----------------------------------------------------------------------------------------------- | ------------------------------- | ----- | -------------- |
| Premier Ministre                                                                                | Muhyiddin Yassin                |       | PN (BERSATU)   |
| Vice-Premier ministre Finances et Économie Ministre du Commerce International et de l'Industrie | Mohamed Azmin Ali               |       | PN (BERSATU)   |
| Vice-Premier ministre Ministre de la Défense                                                    | Ismail Sabri Yaakob             |       | BN (UMNO)      |
| Vice-Premier ministre Développement des Infrastructures Ministre du Travail                     | Fadillah Yusof                  |       | GPS (PBB (en)) |
| Vice-Premier ministre Éducation et Social                                                       | Mohd Radzi Md Jidin             |       | PN (BERSATU)   |
| Ministre de l'Économie                                                                          | Mustapa Mohamed                 |       | PN (BERSATU)   |
| Ministre aux Fonctions spéciales                                                                | Mohd Redzuan Md Yusof           |       | PN (BERSATU)   |
| Ministre du Parlement et des Lois                                                               | Takiyuddin Hassan               |       | PN (PAS)       |
| Ministre des Affaires religieuses                                                               | Zulkifli Mohamad Al-Bakri       |       | Indépendant    |
| Ministre du Sabah et du Sarawak                                                                 | Maximus Ongkili                 |       | PBS (en)       |
| Ministre des Finances                                                                           | Tengku Zafrul Tengku Abdul Aziz |       | Indépendant    |
| Ministre de l'Intérieur                                                                         | Hamzah Zainudin                 |       | PN (BERSATU)   |
| Ministre de l'Environnement et de l'Eau                                                         | Tuan Ibrahim                    |       | PN (PAS)       |
| Ministre des Territoires fédéraux                                                               | Annuar Musa                     |       | BN (UMNO)      |
| Ministre des Transports                                                                         | Wee Ka Siong                    |       | BN (MCA)       |
| Ministre de l'Agriculture et l'Industrie alimentaire                                            | Ronald Kiandee                  |       | PN (BERSATU)   |
| Ministre de la Santé                                                                            | Adham Baba                      |       | BN (UMNO)      |
| Ministre du Tourisme, des Arts et de la Culture                                                 | Nancy Shukri                    |       | GPS (PBB (en)) |
| Ministre du Logement et des Collectivités locales                                               | Zuraida Kamaruddinn             |       | PN (BERSATU)   |
| Ministre des Affaires étrangères                                                                | Hishammuddin Hussein            |       | BN (UMNO)      |
| Ministre de l'Enseignement supérieur                                                            | Noraini Ahmad                   |       | BN (UMNO)      |
| Ministre des Ressources humaines                                                                | Saravanan Murugan               |       | BN (MIC (en))  |
| Ministre du Commerce domestique et des Consommateurs                                            | Alexander Nanta Linggi          |       | GPS (PBB (en)) |
| Ministre du Développement entrepreunerial et des Coopératives                                   | Wan Junaidi                     |       | GPS (PBB (en)) |
| Ministre du Développement rural                                                                 | Abdul Latiff Ahmad              |       | PN (BERSATU)   |
| Ministre des Sciences, de la Technologie et de l'Innovation                                     | Khairy Jamaluddin               |       | BN (UMNO)      |
| Ministre de l'Énergie et des Ressources naturelles                                              | Shamsul Anuar Nasarah           |       | BN (UMNO)      |
| Ministre de l'Industrie des plantations et des Produits de base                                 | Khairuddin Razali               |       | PN (PAS)       |
| Ministre des Femmes et de la Famille                                                            | Rina Harun                      |       | PN (BERSATU)   |
| Ministre de l'Unité nationale                                                                   | Halimah Mohamed Sadique         |       | BN (UMNO)      |
| Ministre de la Jeunesse et des Sports                                                           | Reezal Merican Naina Merican    |       | BN (UMNO)      |
| Ministre de la Communication et des Médias                                                      | Saifuddin Abdullah              |       | PN (BERSATU)   |